# Torneio Interzonal de 1958
O Torneio Interzonal de 1958 foi um torneio de xadrez com o objetivo de selecionar os jogadores qualificados a participar do Torneio de xadrez da Iugoslávia de 1959, que foi o Torneio de Candidatos do ciclo 1958-1960 para escolha do desafiante ao título no Campeonato Mundial de Xadrez de 1960. A competição foi realizada em Portoroz de 5 de agosto a 12 de setembro e teve como vencedor Mikhail Tal.

## Tabela de resultados[1][3]
Os nomes em fundo verde claro indicam os jogadores que participaram do torneio de Candidatos do ano seguinte:
|    |                      | 1 | 2 | 3 | 4 | 5 | 6 | 7 | 8 | 9 | 10 | 11 | 12 | 13 | 14 | 15 | 16 | 17 | 18 | 19 | 20 | 21 | Total | Tie break |
| -- | -------------------- | - | - | - | - | - | - | - | - | - | -- | -- | -- | -- | -- | -- | -- | -- | -- | -- | -- | -- | ----- | --------- |
| 1  | Mikhail Tal          | x | ½ | ½ | 1 | ½ | ½ | ½ | ½ | 0 | 1  | ½  | 1  | 1  | ½  | ½  | 1  | ½  | 1  | ½  | 1  | 1  | 13½   |           |
| 2  | Svetozar Gligorić    | ½ | x | ½ | ½ | 0 | ½ | ½ | ½ | ½ | ½  | 1  | 1  | ½  | ½  | 1  | 1  | 0  | 1  | 1  | 1  | 1  | 13    |           |
| 3  | Tigran Petrosian     | ½ | ½ | x | ½ | ½ | ½ | ½ | ½ | 1 | ½  | 1  | ½  | ½  | ½  | ½  | 0  | 1  | 1  | 1  | ½  | 1  | 12½   | 117.25    |
| 4  | Pal Benko            | 0 | ½ | ½ | x | ½ | 1 | ½ | 1 | 1 | ½  | ½  | 0  | ½  | 1  | ½  | ½  | ½  | ½  | 1  | 1  | 1  | 12½   | 115.25    |
| 5  | Friðrik Ólafsson     | ½ | 1 | ½ | ½ | x | 1 | 0 | 1 | ½ | 1  | ½  | ½  | ½  | ½  | 0  | 1  | 0  | 0  | 1  | 1  | 1  | 12    | 115.75    |
| 6  | Bobby Fischer        | ½ | ½ | ½ | 0 | 0 | x | ½ | ½ | ½ | ½  | ½  | ½  | ½  | 1  | ½  | 1  | 1  | ½  | 1  | 1  | 1  | 12    | 106.00    |
| 7  | David Bronstein      | ½ | ½ | ½ | ½ | 1 | ½ | x | ½ | ½ | ½  | 1  | ½  | ½  | ½  | ½  | ½  | 1  | ½  | 0  | ½  | 1  | 11½   | 112.75    |
| 8  | Yuri Averbakh        | ½ | ½ | ½ | 0 | 0 | ½ | ½ | x | 1 | 0  | ½  | ½  | ½  | 1  | 1  | 1  | ½  | 1  | ½  | ½  | 1  | 11½   | 105.50    |
| 9  | Aleksandar Matanović | 1 | ½ | 0 | 0 | ½ | ½ | ½ | 0 | x | 1  | ½  | ½  | ½  | ½  | ½  | 1  | 1  | ½  | 1  | ½  | 1  | 11½   | 105.50    |
| 10 | László Szabó         | 0 | ½ | ½ | ½ | 0 | ½ | ½ | 1 | 0 | x  | ½  | ½  | 1  | ½  | 0  | ½  | 1  | 1  | 1  | 1  | 1  | 11½   | 100.75    |
| 11 | Ludek Pachman        | ½ | 0 | 0 | ½ | ½ | ½ | 0 | ½ | ½ | ½  | x  | ½  | ½  | ½  | 1  | 1  | 1  | ½  | 1  | 1  | 1  | 11½   | 99.75     |
| 12 | Oscar Panno          | 0 | 0 | ½ | 1 | ½ | ½ | ½ | ½ | ½ | ½  | ½  | x  | ½  | 1  | ½  | ½  | 1  | ½  | 1  | ½  | ½  | 11    | 104.25    |
| 13 | Miroslav Filip       | 0 | ½ | ½ | ½ | ½ | ½ | ½ | ½ | ½ | 0  | ½  | ½  | x  | ½  | 1  | ½  | ½  | ½  | 1  | 1  | 1  | 11    | 98.00     |
| 14 | Raúl Sanguineti      | ½ | ½ | ½ | 0 | ½ | 0 | ½ | 0 | ½ | ½  | ½  | 0  | ½  | x  | 1  | ½  | 1  | 1  | ½  | 1  | ½  | 10    |           |
| 15 | Oleg Neikirch        | ½ | 0 | ½ | ½ | 1 | ½ | ½ | 0 | ½ | 1  | 0  | ½  | 0  | 0  | x  | 0  | ½  | 1  | 1  | ½  | 1  | 9½    |           |
| 16 | Bent Larsen          | 0 | 0 | 1 | ½ | 0 | 0 | ½ | 0 | 0 | ½  | 0  | ½  | ½  | ½  | 1  | x  | 1  | 1  | ½  | 0  | 1  | 8½    |           |
| 17 | James Sherwin        | ½ | 1 | 0 | ½ | 1 | 0 | 0 | ½ | 0 | 0  | 0  | 0  | ½  | 0  | ½  | 0  | x  | 1  | 0  | 1  | 1  | 7½    |           |
| 18 | Héctor Rossetto      | 0 | 0 | 0 | ½ | 1 | ½ | ½ | 0 | ½ | 0  | ½  | ½  | ½  | 0  | 0  | 0  | 0  | x  | 1  | ½  | 1  | 7     |           |
| 19 | Rodolfo Tan Cardoso  | ½ | 0 | 0 | 0 | 0 | 0 | 1 | ½ | 0 | 0  | 0  | 0  | 0  | ½  | 0  | ½  | 1  | 0  | x  | 1  | 1  | 6     |           |
| 20 | Boris de Greiff      | 0 | 0 | ½ | 0 | 0 | 0 | ½ | ½ | ½ | 0  | 0  | ½  | 0  | 0  | ½  | 1  | 0  | ½  | 0  | x  | 0  | 4½    |           |
| 21 | Géza Füster          | 0 | 0 | 0 | 0 | 0 | 0 | 0 | 0 | 0 | 0  | 0  | ½  | 0  | ½  | 0  | 0  | 0  | 0  | 0  | 1  | x  | 2     |           |